# Giovanni Lajolo
Giovanni Lajolo   (Novara, 3 de gener de 1935) és un cardenal italià de l'Església Catòlica i anterior President de la Comissió Pontifícia per a l'estat de la Ciutat del Vaticà i President de la Governació de l'Estat de la Ciutat del Vaticà.

## Biografia
Estudià al seminari de Novara, al Seminari Pontifici Romà i a la Pontifícia Universitat Gregoriana, on aconseguí una llicenciatura en filosofia el 1955 i en teologia el 1959. Va ser ordenat prevere el 29 d'abril de 1960. Ingressà a la universitat de Múnic, on es doctorà en dret canònic el 1965, ingressant a continuació a l'Acadèmia Pontifícia Eclesiàstica per estudiar diplomàcia, abandonant-la el 1968.

### Secretaria d'Estat
Ingressà al servei de la Secretaria d'Estat el 1970. Treballà a la nunciatura apostòlica a Alemanya, col·laborant amb Corrado Bafile entre 1970 i fins a novembre de 1971. Va ser membre del comitè del Consell pels Afers Públics de l'Església des de novembre de 1974. Va ser nomenat conseller de la nunciatura l'1 de gener de 1983. Supervisà les negociacions que portaren a la signatura el 1984 de la revisió del concordat entre Itàlia i la Santa Seu.

### Bisbe
El 3 d'octubre de 1988, Lajolo va ser nomenat Secretari de l'Administració del Patrimoni de la Seu Apostòlica i arquebisbe titular de Cesariana pel Papa Joan Pau II. Rebé la seva ordenació episcopal el 6 de gener de 1989 del mateix Joan Pau II, amb els arquebisbes Edward Idris Cassidy i José Tomás Sánchez servint com a co-consagradors a la Basílica de Sant Pere. Lajolo va ser posteriorment nomenat nunci apostòlic a Alemanya el 7 de desembre de 1995, i Secretari de les Relacions amb els Estats el 7 d'octubre de 2003. Com a Secretari, serví com a ministre d'exteriors de la Santa Seu.

### Secretari de les Relacions amb els Estats
Lajolo serví com a Secretari de les Relacions amb els Estats a la Secretaria d'Estat de la Santa Seu des del 7 d'octubre de 2003 i fins al seu nomenament com a President el 2006. Parla italià, alemany, anglès i francès.
El 2004, a una conferència, l'arquebisbe Lajoli afirmà que la llibertat religiosa perfecta no existeix a cap país del món. «Fins i tot a països on el dret a la llibertat religiosa és pres molt seriosament, va dir, la perfecció es perd, sovint per una preocupació per una separació església-estat comporta a penalitzar l'activitat religiosa a l'esfera pública». Va continuar dient que les polítiques fiscals del govern poden limitar els drets dels pares a triar una educació religiosa per als seus fills o pot penalitzar l'obra de caritat de l'Església al no reconèixer la seva condició de sense ànim de lucre. Els intents de prohibir les posicions motivades religiosament dels debats de política pública també són infraccions a la llibertat religiosa, va dir. Arquebisbe Lajolo i altres oradors en la conferència també van expressar la seva preocupació per les creixents amenaces als cristians a l'Iraq i en altres països de majoria musulmana després de la invasió liderada pels Estats Units de l'Iraq.
El 2005 va rebre la Gran Creu de l'orde al Mèrit de la República Italiana

### Comissió Pontifícia per l'Estat de la Ciutat del Vaticà
El 22 de juny de 2006, Lajolo va ser nomenat President de la Comissió Pontifícia per l'Estat de la Ciutat del Vaticà i President de la Governació de la Ciutat del Vaticà pel Papa Benet XVI. En virtut d'aquests dos càrrecs, té l'autoritat executiva i legislativa sobre la Ciutat del Vaticà delegada pel Papa. Va ser nomenat cardenal diaca de Santa Maria Liberatrice a Monte Testaccio al consistori del 24 de novembre de 2007.
Tal com requereix el dret canònic, presentà la seva dimissió al Papa Benet en acomplir els 75 anys el gener de 2010. La seva dimissió va ser acceptada el 3 de setembre del 2011, sent rellevat per l'arquebisbe Giuseppe Bertello l'1 d'octubre de 2011.

### Tasca curial
El 12 d'octubre de 2008 va ser nomenat membre de la Congregació per als Bisbes, del Consell pontifici per a la Cultura i de l'Administració del Patrimoni de la Seu Apostòlica (on havia servit com a secretari). El 25 de gener de 2010 va ser nomenat membre de la Signatura Apostòlica, el màxim tribunal eclesiàstic. Seguirà sent membre d'aquests cossos fins al seu 80 aniversari, el 2015.

## Honors
Gran Creu de l'orde al Mèrit de la República Italiana – 13 de juny de 2005
 Gran Oficial de l'orde al Mèrit de la República Italiana – 4 d'octubre de 1985
 Balí cavaller de Gran Creu d'Honor i Devoció del Sobirà Orde Militar de Malta
 Gran Creu pro piis meritis melitensi
 Gran Creu amb Estrella i Banda de l'Orde del Mèrit de la República Federal d'Alemanya
 Comendador amb Placa de l'orde al Mèrit de la República Hongaresa